# دیو کندال
دیو کندال (انگلیسی: David Kendall؛ زادهٔ ۱ ژانویهٔ ۱۹۵۰) کارگردان فیلم، تهیه‌کننده، نویسنده اهل ایالات متحده آمریکا است.
از فیلم‌ها یا مجموعه‌های تلویزیونی که وی در آن‌ها نقش داشته‌است، می‌توان به اژدهای آرزو اشاره نمود.